# Scirtes piceolus
Scirtes piceolus är en skalbaggsart som beskrevs av Willis Blatchley. Scirtes piceolus ingår i släktet Scirtes och familjen mjukbaggar. Inga underarter finns listade i Catalogue of Life.